# Hielo Norte
 Hielo Norte era el nombre de una estación de investigación de la Expedición Británica del Norte de Groenlandia desde 1952 a 1954 en el interior de Groenlandia. Las coordenadas de la estación fueron 78°04′Norte 38°29′Oeste con una altitud de 2.345 metros sobre el nivel del mar. La expedición fue liderada por el Comandante  James Simpson.
Durante esta expedición la estación registró la temperatura más baja en Groenlandia, con -66,1 °C el 9 de enero de 1954.